# 井上清 (銀行家)
井上 清（いのうえ きよし、1886年（明治19年）10月 - 不明 ）は、日本の実業家である。朝鮮商業銀行取締役。岡山県総社市出身。

## 経歴

### 生い立ち
1886年（明治19年）、岡山県吉備郡岡田村（現：総社市）の井上徳之助の長男として出生。地元に近い旧制岡山県立高梁中学（現：岡山県立高梁高等学校）へ進学する。同期には、後に台湾銀行本店支配人代理や岡山県議会議員をつとめる小山美登四がいる。1906年（明治39年）に同校を卒業し、東京高等商業学校予科を経て、翌年、正式に東京高等商業学校（現：一橋大学）へ入学する。1910年（明治43年）に同校の本科を卒業。

### 学校卒業後
卒業後、直ぐに1年志願兵として第17師団へ入隊し、陸軍経理部三等主計となる。退役後、北海道拓殖銀行に就職し、旭川支店に配属となる。1915年（大正4年）家督を相続する。6年間、同じ旭川支店で勤め、経理課長となる。1918年（大正7年）、31歳のとき渡鮮し、朝鮮銀行に転職する。
朝鮮銀行では本店司事となり、1922年（大正11年）5月、大邱支店長、翌年7月、木浦支店長勤務を経て、1923年（大正12年）7月、井上が36歳のとき群山支店長となり途中支配人に昇進する。1926年（大正15年）7月、仁川支店支配人を経て、1927年（昭和2年）7月には、中国へ渡り、現地にある朝鮮銀行長春支店支配人となった。しかし、1928年（昭和3年）8月、井上が41歳のときに10年間つとめた朝鮮銀行を退職する。
その後、同年9月に朝鮮商業銀行へ招聘され、臨時整理課長となった。同じ年の12月には、本店営業課長となり、1930年（昭和5年）11月からは、仁川支店長となった。その翌年1月には、早くも朝鮮商業銀行専務取締役に昇格。井上が44歳の時であった。1945年8月、井上が58歳のとき、第二次世界大戦が終結し、日本が敗戦する。
趣味はゴルフと園芸であった。